# Al Qama
Al Qama, talora scritto Al Kama,  Alkama, Alkma o, correttamente, Alqama (m. Covadonga 722) fu un generale musulmano di stanza nel settentrione della Penisola Iberica all'inizio dell'VIII secolo.
Su ordine di Munuza, governatore delle Asturie, Al Qama comandò un piccolo esercito islamico con la missione di domare la rivolta nella zona di Pelayo. Fallì però il suo compito, venendo sorpreso e ucciso nella battaglia di Covadonga, nella quale le sue truppe furono sbandate e i musulmani espulsi dalle Asturie.